# Tsarbombavirus
Tsarbombavirus ist eine Gattung von doppelsträngigen DNA-Viren aus der Familie der Herelleviridae und der Unterfamilie der Bastillevirinae. 
Als Bakteriophagen befallen diese Viren Bakterien der Gattung Bacillus. 

## Systematik
Nach der vom ICTV herausgegebenen Virustaxonomie mit Stand Mai/Juni 2024 sind zwei Arten der Gattung offiziell anerkannt, nämlich:
- Spezies Tsarbombavirus BCP78 (Bacillus-Virus BCP78) mit
  - Bacillus-Phage BCP78
  - Bacillus-Paheg BCU4
  - ?Bacillus-Phage BCP12 (nur in der NCBI-Taxonomie)
- Spezies Tsarbombavirus tsarbomba (Bacillus-Virus TsarBomba) mit
  - Bacillus-Phage TsarBomba
- Spezies „Bacillus-Phage BC-T25“
- Spezies „Bacillus-Phage BC01“
- Spezies „Bacillus-Phage PBC6“
- Spezies „Bacillus-Page QCM8“
- Spezies „Bacillus-Ohage vB_BanH_Emiliahah“
- Spezies „Bacillus-Phage vB_BanH_McCartney“
- Spezies „Bacillus-Phage vB_BspM_MarvelLand“

## Genom
Das Genom enthält 156 Tausend Basenpaare und keine endständigen Wiederholungen (terminal repeats). Es umfasst 227 Gene und 18 tRNAs.

## Etymologie
Der Name erinnert an die Atombombe Tsar-Bomba, die am 30. Oktober 1961 gezündet wurde und als die bisher größte thermonukleare Explosion auf der Erde gilt. Das Virus wurde in einer Bodenprobe von Saratow (Russland) gefunden, besitzt einen ikosaedrischen Kopf mit 91 nm Durchmesser und einen 202 nm langen, kontrahierfähigen Schwanz.